# Tiroler Unterland

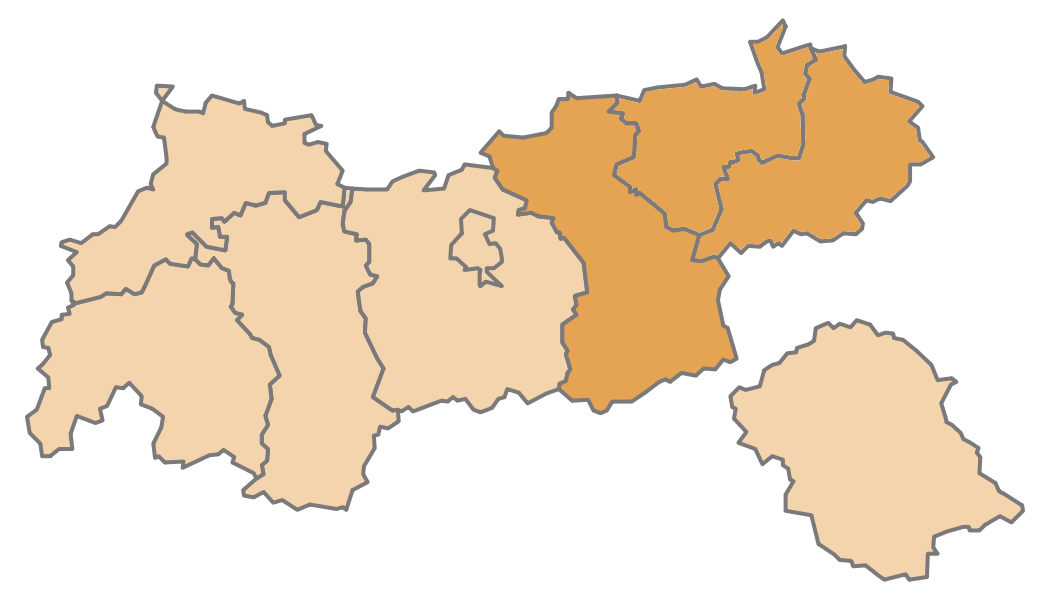
NUTS-Region Tiroler Unterland in Tirol

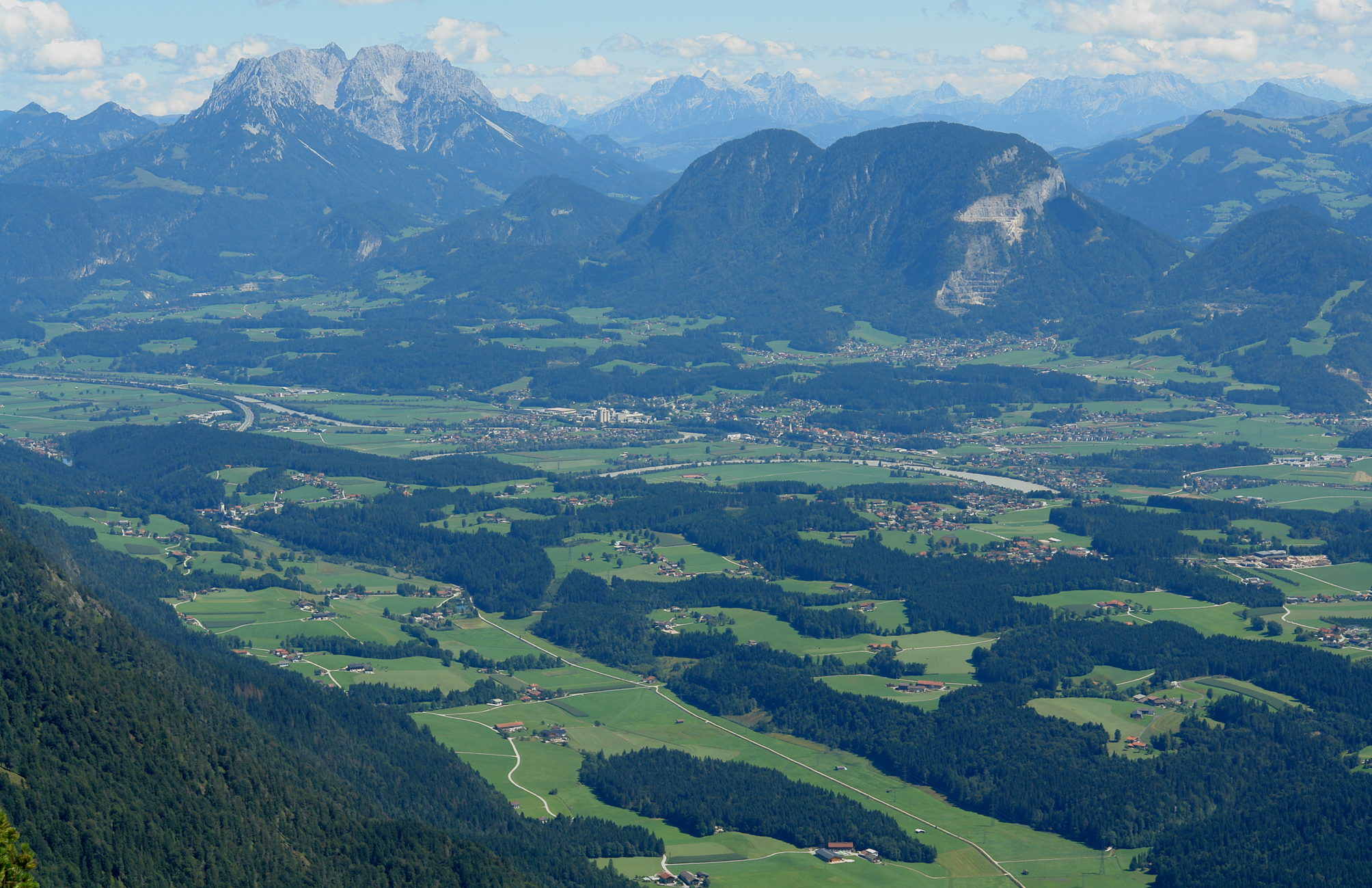
Blick vom Plessenberg auf das Unterland

Als das Tiroler Unterland (auch Nordtiroler Unterland) wird der Ostteil im Landesteil Nordtirol des Bundeslandes Tirol bezeichnet. Die Städte im Nordtiroler Unterland sind Rattenberg, Wörgl, Kufstein, Schwaz und Kitzbühel.

## Zu Begriff und Abgrenzung

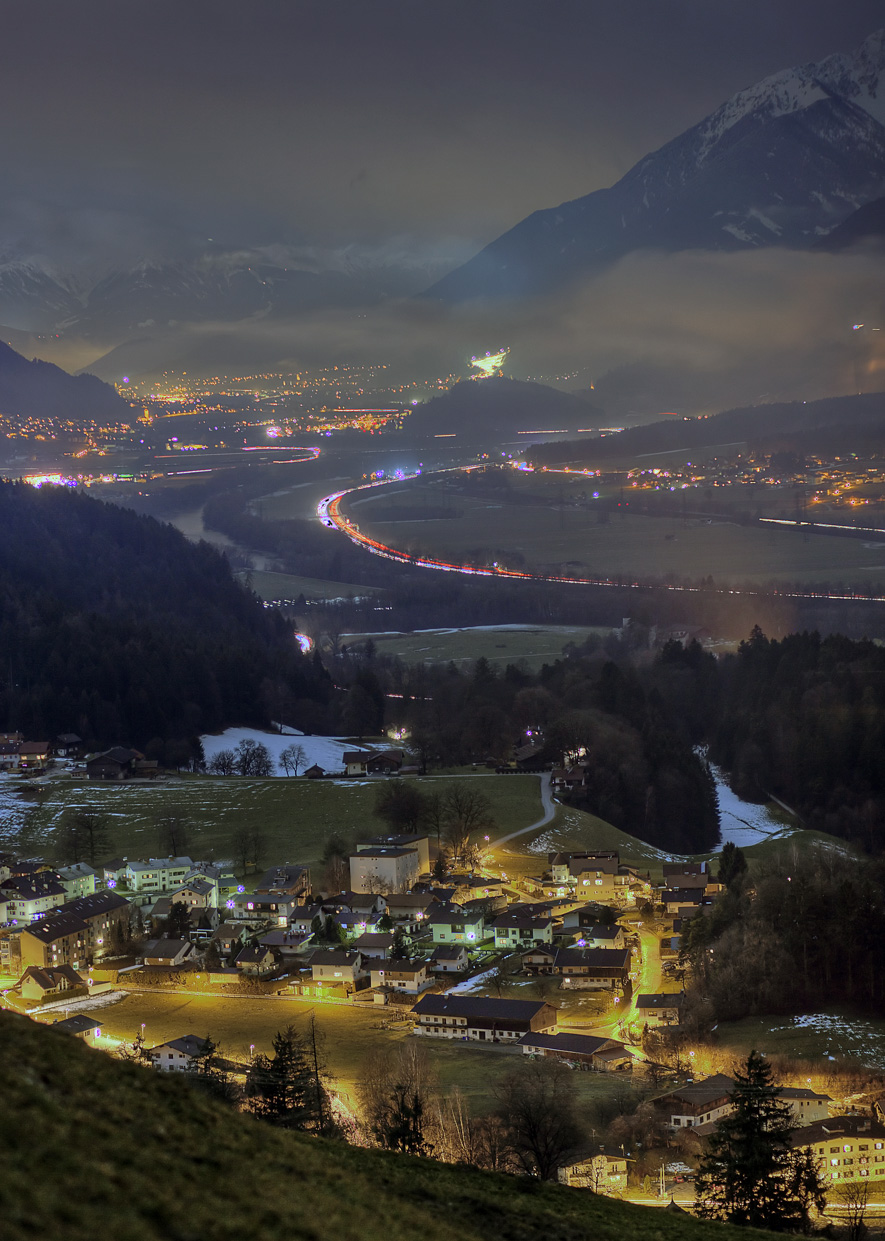
Blick ins Inntal

### Ähnliche Begriffe
Nicht zu verwechseln ist das Tiroler Unterland mit dem Tiroler Unterinntal, das sich zwar zum großen Teil in dieser Gegend befindet, jedoch nur das Inntal bezeichnet, sowie mit dem Südtiroler Unterland.
Neben dem Unterland gibt es auch das Tiroler Oberland, welches westlich von Innsbruck liegt. Innsbruck selbst rechnet man dem Unterinntal zu, manchmal wird es separat genannt. Die Gegend um Innsbruck wird gelegentlich als mittleres Inntal bezeichnet.

### Historisch-kulturelle Abgrenzung
Eine genaue geografische Westabgrenzung des Tiroler Unterlandes ist nicht möglich, da es sich hierbei nie um einen separaten Verwaltungsbereich gehandelt hat und der Begriff vorrangig kulturell geprägt ist. Jedenfalls zum Unterland gerechnet werden die Bezirke Kufstein und Kitzbühel. Grund dafür ist, dass die damit verbundenen Gerichte Kufstein, Kitzbühel (damals ohne Brixental) und Rattenberg erst im Jahre 1504 im Zuge des Landshuter Erbfolgekrieges zu Tirol gekommen sind. Aufgrund dieser unterschiedlichen politischen Zugehörigkeit im Hochmittelalter weisen die Dialekte östlich der Zillermündung vorrangig südmittelbairische Merkmale auf, während westlich davon das Südbairische dominiert. Diese sprachlichen Unterschiede tragen in der Bevölkerung zum Selbstempfinden als "Unterlandler" bei.

#### Sprachliche Abgrenzung
- Der typisch tirolische «sch»-Laut für mhd. «st» („Tirol isch lei oans“) reicht innabwärts bis nach Münster.[2] Darauf basierend zählen sich Unterinntaler westlich der Zillermündung selten zum Tiroler Unterland, weil sie sich durch ebendieses südbairische «sch» von den bairischen Dialekten östlich des Zillertales hörbar unterscheiden.

- Die typisch mittelbairische «l»-Vokalisierung (Mehl -> Mö(i)) reicht innaufwärts ebenfalls bis Münster.[3][4]
- Die mittelbairische «r»-Vokalisierung in der Nebensilbe -er (Bruder -> Bruada) reicht innaufwärts sogar bis Schwaz.[5]
- Die mittelbairische Konsonantenschwächung (Wetter -> Weeda, Faden -> Foon) reicht innaufwärts in vielen Fällen ebenfalls bis Schwaz.[6]

Aufgrund dieses breiten dialektalen Übergangsbereichs zwischen Schwaz und Münster kann das Tiroler Unterland sprachwissenschaftlich nicht eindeutig begrenzt werden.

## NUTS-Gliederung: AT335

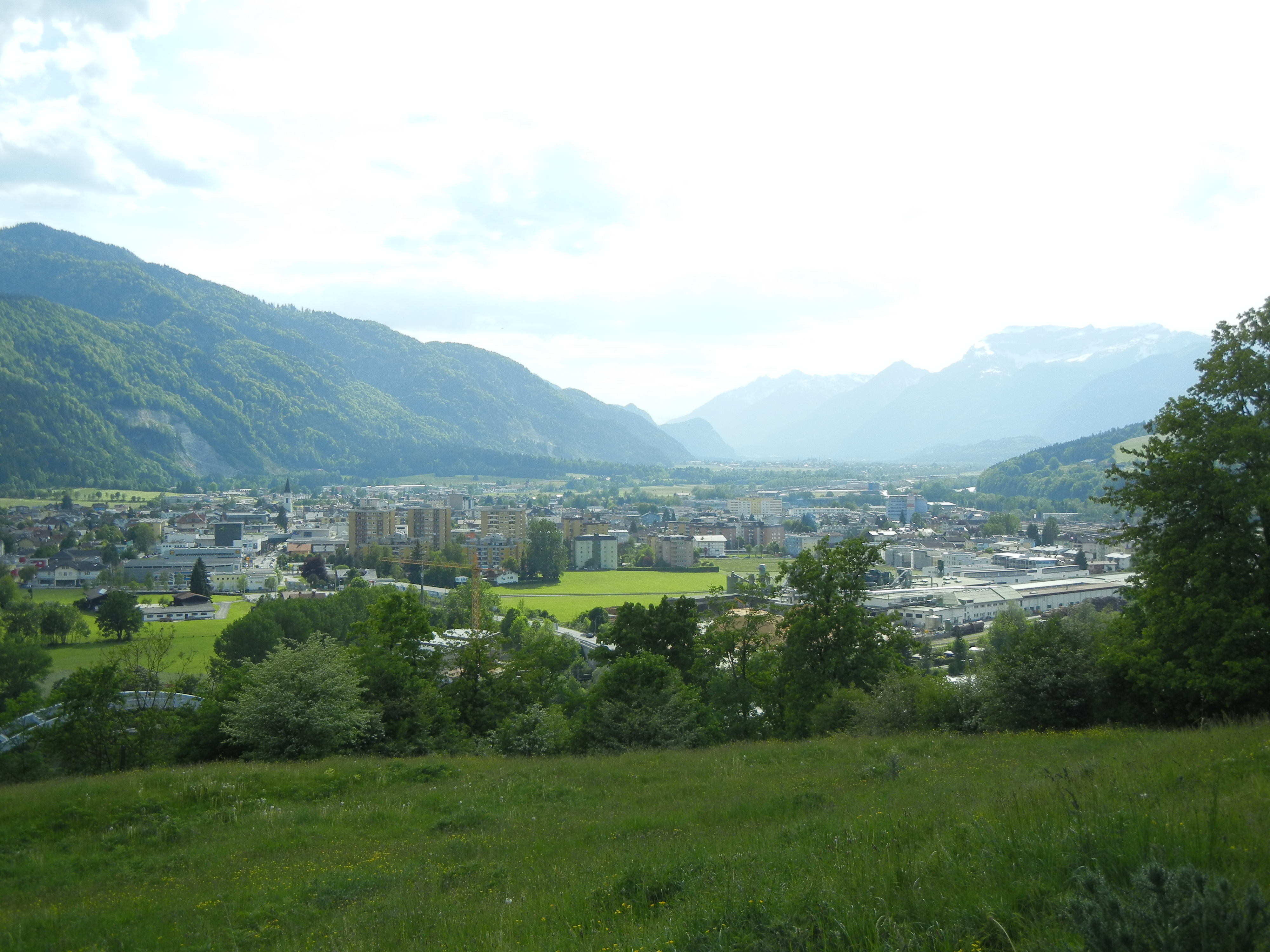
Das hier sehr breite Inntal im Bereich Wörgl

In der für die amtliche Statistik der EU geführte NUTS-Gliederung ist Tiroler Unterland eine der fünf Gruppen von Bezirken (Ebene NUTS:AT-2) in Tirol, trägt den Code AT335 und umfasst die drei politischen Bezirke:
- Bezirk Schwaz
- Bezirk Kufstein
- Bezirk Kitzbühel

Der Bezirk Innsbruck-Land, den man traditionell teilweise zum Unter- bzw. zum Oberland zählt, fällt in die Region AT332 Innsbruck.